# 디스크 인클로저

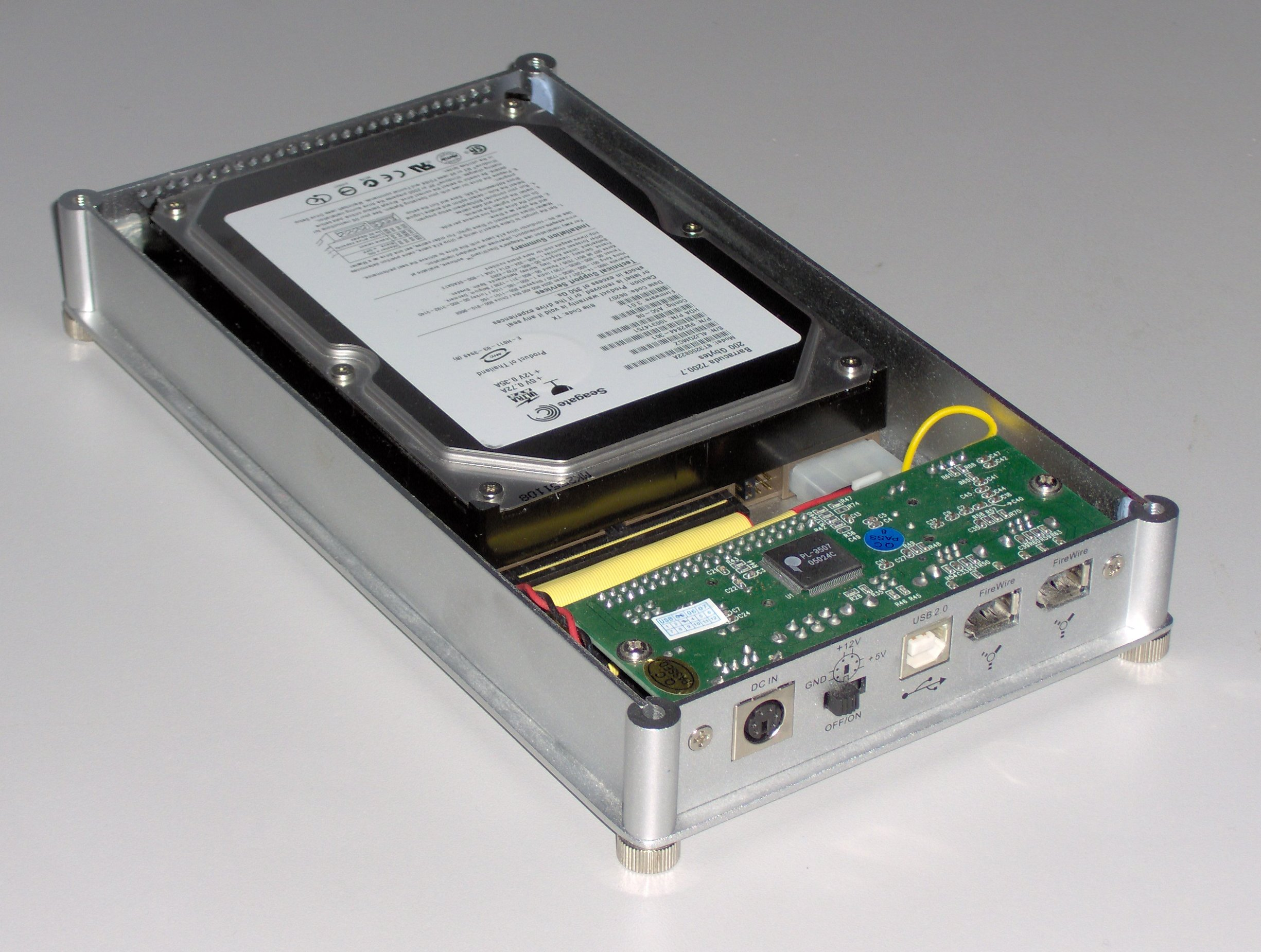
덮개가 제거된 3.5인치 USB/IEEE1394 하드 디스크 인클로저.

디스크 인클로저(disk enclosure)는 디스크 드라이브에 전원을 제공하고 보관할 수 있게 하고 한 대 이상의 컴퓨터와의 통신을 허용하도록 설계된 특별한 용기이다. 드라이브 인클로저는 그 안의 드라이브에 전원을 제공하고 순수 데이터 버스를 통해 전달된 데이터를 외부 접속을 통해 연결된 컴퓨터 상에서 사용할 수 있는 형태로 변환한다.

## 이점
외장 디스크 인클로저의 주된 이점은 다음과 같다:
- 스몰 폼 팩터, 노트북 컴퓨터에 추가 저장 공간을 제공하고 디지털 비디오 레코더[1]와 게임기[2]와 같은 임베디드 시스템에 장착할 수 있다.
- RAID 컨트롤러[3]나 추가 드라이브를 위한 적당한 공간[4]이 부족한 컴퓨터에 RAID 기능을 추가한다.
- 서버나 워크스테이션에 이용 시 본체 내부 사양의 제한 없이 드라이브를 더 추가할 수 있다.[5]
- 컴퓨터로부터 전원을 받지 않고도 별도 전원으로 쉽게 이동식 백업 소스를 추가할 수 있다.[6][7]
- 핫 스와핑 접근 비용이 크지 않고 간단하다.
- 훼손을 예방할 수 있다.[8]

## 폼 팩터
- 다중 드라이브 (RAID, iSCSI 등)
- 5.25인치 드라이브 (5.75 in × 8 in × 1.63 in = 146.1 mm × 203 mm × 41.4 mm)
- 3.5인치 드라이브 (4 in × 5.75 in × 1 in = 101.6 mm × 146.05 mm × 25.4 mm)
- 2.5인치 드라이브 (2.75 in × 3.945 in × 0.374 in = 69.85 mm × 100.2 mm × 9.5 mm)
- 1.8인치 드라이브

## 같이 보기
- 컴퓨터 케이스
- 네트워크 결합 스토리지
- 솔리드 스테이트 드라이브
- USB 플래시 드라이브

## 참조
1. ↑  “TiVo filling up? DVR expanders provide more room to record”. Usatoday.Com. 2008년 8월 6일. 2009년 7월 29일에 확인함.
2. ↑  “Connect a USB hard drive to the PS3 to backup content — Swapping the PS3 hard drive”. Vgstrategies.about.com. 2009년 6월 16일. 2009년 1월 1일에 원본 문서에서 보존된 문서. 2009년 7월 29일에 확인함.
3. ↑  “Kingwin Big Drive RAID Enclosure Review”. Virtual-Hideout. 2009년 1월 21일. 2009년 6월 2일에 원본 문서에서 보존된 문서. 2009년 7월 29일에 확인함.
4. ↑  1 – (2006년 10월 30일). “The CalDigit S2VR Duo RAID Enclosure : The 130 MB/s RAID Box For Video Or Storage — Review Tom's Hardware”. Tomshardware.com. 2009년 7월 29일에 확인함.[깨진 링크(과거 내용 찾기)]
5. ↑  Venezia, Paul (2007년 6월 7일). “Sun Fire X4500 server crams 48 drives into 4U | Storage”. InfoWorld. 2008년 10월 8일에 원본 문서에서 보존된 문서. 2009년 7월 29일에 확인함.
6. ↑  “Vizo Saturno One Touch Backup Enclosure Review :: Page 1 / 6”. techPowerUp. 2009년 5월 25일에 원본 문서에서 보존된 문서. 2009년 7월 29일에 확인함.
7. ↑  O'Brien, Bill (2005년 10월 18일). “Review: Three One-Touch Backup Drives — Desktop Pipeline | Review: Three One-Touch Backup Drives”. Informationweek.com. 2008년 5월 13일에 원본 문서에서 보존된 문서. 2009년 7월 29일에 확인함.
8. ↑  Stevens, Tim (2009년 1월 13일). “ioSafe announces Solo, the external, submersible, fire-proof HDD enclosure”. Engadget.com. 2009년 2월 21일에 원본 문서에서 보존된 문서. 2009년 7월 29일에 확인함.